# Gymnochthebius
Gymnochthebius är ett släkte av skalbaggar. Gymnochthebius ingår i familjen vattenbrynsbaggar.

## Dottertaxa tillGymnochthebius, i alfabetisk ordning[1]
- Gymnochthebius angulonotus
- Gymnochthebius angustipennis
- Gymnochthebius australis
- Gymnochthebius bacchusi
- Gymnochthebius bartyrae
- Gymnochthebius benesculptus
- Gymnochthebius bisagittatus
- Gymnochthebius brisbanensis
- Gymnochthebius chilenus
- Gymnochthebius clandestinus
- Gymnochthebius clarki
- Gymnochthebius compactus
- Gymnochthebius coruscus
- Gymnochthebius crassipes
- Gymnochthebius curvus
- Gymnochthebius fischeri
- Gymnochthebius fontinalis
- Gymnochthebius fossatus
- Gymnochthebius francki
- Gymnochthebius fumosus
- Gymnochthebius germaini
- Gymnochthebius hesperius
- Gymnochthebius inlineatus
- Gymnochthebius ischigualasto
- Gymnochthebius jensenhaarupi
- Gymnochthebius laevipennis
- Gymnochthebius levis
- Gymnochthebius lividus
- Gymnochthebius lustrosulcus
- Gymnochthebius maureenae
- Gymnochthebius minipunctus
- Gymnochthebius nanosetus
- Gymnochthebius nicki
- Gymnochthebius nigriceps
- Gymnochthebius nitidus
- Gymnochthebius notalis
- Gymnochthebius octonarius
- Gymnochthebius oppositus
- Gymnochthebius papua
- Gymnochthebius perlabidus
- Gymnochthebius perpunctus
- Gymnochthebius peruvianus
- Gymnochthebius plesiotypus
- Gymnochthebius pluvipennis
- Gymnochthebius probus
- Gymnochthebius radiatus
- Gymnochthebius resplendens
- Gymnochthebius reticulatissimus
- Gymnochthebius reticulatus
- Gymnochthebius rhombus
- Gymnochthebius semicylindrus
- Gymnochthebius seminole
- Gymnochthebius setosus
- Gymnochthebius sexplanatus
- Gymnochthebius squamifer
- Gymnochthebius subsulcatus
- Gymnochthebius tectus
- Gymnochthebius tenebricosus
- Gymnochthebius topali
- Gymnochthebius trilineatus
- Gymnochthebius truncatus
- Gymnochthebius wattsi
- Gymnochthebius weiri